# Love is... (河村隆一の曲)
『Love is...』（ラブ イズ）は河村隆一の4枚目のシングル。1997年10月15日発売。

## 概要
1997年のソロ活動を締めくくるシングルであり、事実上270万枚以上の大ヒットとなったアルバム『Love』の先行シングルとなった。
初動売上は過去最高を記録したが、初登場は4位となっている（1位はSPEED「White Love」、2位はGlobe「Wanderin' Destiny」、3位はL'Arc〜en〜Ciel「虹」と発売日が重なる激戦週であった）。売上は72.5万枚。

## 収録曲
1. Love is...
作詞:河村隆一 作曲:吉田美智子
自身の体験談を元に制作されたラブソング。
この曲で『第48回NHK紅白歌合戦』に出演している。
ファミリーマート97秋キャンペーンTV CMソング、TBS系TV『日立 世界・ふしぎ発見!』エンディングテーマ。河村と親交が深い元プロボクサー柳光和博の入場曲。
2. xyZ
メニコンZ CMソング。
3. Love is...(guitar version)